# MIT Sloan School of Management
La Sloan School of Management del Massachusetts Institute of Technology (citata come MIT Sloan o Sloan) è la  business school del Massachusetts Institute of Technology, un'università privata statunitense di Cambridge, Massachusetts . 
MIT Sloan offre corsi di livello Bachelor, Master e Doctoral nonché corsi di formazione per dirigenti. Molte teorie nel campo di management e della finanza sono state sviluppate alla Sloan, tra cui il modello Black-Scholes, il modello di determinazione del prezzo delle opzioni binomiali e il campo della dinamica dei sistemi. Tra i docenti figurano numerosi premi Nobel per l'economia e vincitori della medaglia John Bates Clark. .